# Universal Disk Image Format
UDIF (Universal Disk Image Format) è un formato di immagine disco usato in macOS per le immagini disco .dmg. UDIF è un formato di file flat, ed è il formato per le immagini disco nativo per Mac OS X.